# 高羽
高羽（たかは）は兵庫県神戸市灘区の大字の一つで、同区北東部で、住居表示未実施の山林地帯が残る。郵便番号：657-0001。

## 地理
南東は土山町、南は桜ケ丘町、南西は一王山町、西は鶴甲、北は六甲山町、東は東灘区渦森台。

## 由来
旧高羽村。
古くは地元では「タコウ」と呼ばれていたがなぜか「タカハ」と読むようになった。『灘区の町名』によれば「高羽」の当て字はすでに平安時代の記録にみえるという。タコウの起源について『神戸の町名 改訂版』では、付近に竹林が群生していたことが古書にみられることから竹生（タケウ）がタコウに転訛したという説を支持しており、『灘区の町名』でも「タケ」が「タコ」に転訛した例は方言地理学の面から西日本で例証されているとして同じくこれを支持している。
その他、かつて「鷹養」とも書いたのでこの地に鷹を飼う人（鷹匠）が住んでいたのではないかという説があるが、「鷹」の文字が付いたのは明治8年の地租改正の際の事であり、更に鷹匠の字名の成立したのは大正13年以降で以前は池口・天野の字名だったため、この説は「高羽」の「羽」から連想が及んだ付会だとされる。

## 人口統計
令和2年国勢調査（2020年10月1日）での世帯数253、人口724、うち男性348人、女性376人
。